# Birds of Tokyo
Birds of Tokyo (с англ. — «Птицы Токио») — австралийская альт-рок-группа из Перта. Их дебютный альбом Day One (2007) принес им успех на родине, заняв третье место в независимом чарте альбомов AIR и продержавшись в первой десятке в общей сложности 36 недель подряд.
В 2008 году группа выпустила Universes, который занял третье место в австралийском чарте альбомов ARIA. В 2010 году их одноименный третий студийный релиз Birds of Tokyo провел более восьми месяцев в австралийской двадцатке лучших, достигнув второго места в чарте альбомов ARIA. Дважды платиновый Birds of Tokyo получил премию ARIA Award в 2010 году в категории лучший рок-альбом, а в начале 2011 года прорывной хит группы «Plans» занял четвертое место в чарте Hottest 100 Triple J. Следующий сингл с альбома «Wild at Heart» достиг первого места в национальном чарте радиоэфиров страны и принес группе премию APRA Award.
В 2013 году Birds of Tokyo выпустили свой четвертый студийный альбом March Fires. При поддержке первых двух синглов «This Fire» и «Lanterns» March Fires дебютировал на первом месте в чарте альбомов ARIA — это был первый альбом группы, возглавивший чарт. Альбом получил статус золотого в течение четырех недель после выпуска, а трижды платиновый сингл «Lanterns» стал самой проигрываемой песней на австралийском радио в течение первых шести месяцев 2013 года.
Birds of Tokyo выпустили пятый студийный альбом Brace в ноябре 2016 года. Их шестой альбом Human Design вышел в апреле 2020 года и возглавил австралийские чарты после своего выпуска.

## Дискография
Смотри статью «Дискография Birds of Tokyo» в англ. разделе.
- Day One (2007)
- Universes (2008)
- Birds of Tokyo (2010)
- March Fires (2013)
- Brace (2016)
- Human Design (2020)